# Malcolm Williams
Malcolm Williams (Grand Prairie, 22 novembre 1987) è un ex giocatore di football americano statunitense che ha giocato nel ruolo di cornerback nella National Football League (NFL). Fu scelto nel corso del settimo giro (219º assoluto) del Draft NFL 2011 dai Patriots. Al college ha giocato a football alla Texas Christian University.

## Carriera professionistica

### New England Patriots
Williams fu scelto nel corso del settimo giro del Draft 2011 dai New England Patriots. Nella sua stagione da rookie disputò due partite, nessuna delle quali come titolare. Nel 2012 disputò altre due partite, mettendo a segno due tackle. Il 29 aprile 2013 fu svincolato dai Patriots.

## Vittorie e premi
- American Football Conference Championship: 1

New England Patriots: 2011

## Statistiche
| Partite totali      | 4 |
| Partite da titolare | 0 |
| Tackle totali       | 2 |
| Intercetti          | 0 |
| Fumble forzati      | 0 |

Statistiche aggiornate alla stagione 2012